# Zederhausbach
Der Zederhausbach ist ein linker Nebenfluss der Mur im österreichischen Bundesland Salzburg.

## Lage
Der Zederhausbach entsteht durch den Zusammenfluss von Riedingbach und Großem Kesselbach bei Wald. Sein Lauf nach Südosten bis zur Mündung in die Mur durchschneidet den südlichen Teil der Radstädter Tauern.
Sein Einzugsgebiet im Oberlauf deckt sich mit der Fläche der Gemeinde Zederhaus. Die letzten Kilometer vor der Mündung gehören zur Gemeinde St. Michael im Lungau.

## Nebenbäche
Der Zederhausbach hat ein Einzugsgebiet von 162,21 Quadratkilometern. Seine größten Zuflüsse sind:
| Name              | Mündungsseite     | Mündungsort  | Einzugsgebiet in km² |
| ----------------- | ----------------- | ------------ | -------------------- |
| Riedingbach       | rechter Quellbach | Wald         | 40,56                |
| Großer Kesselbach | linker Quellbach  | Wald         | 14,05                |
| Nahendfeldbach    | rechts            | Rothenwänder | 11,50                |
| Dorfer Bach       | links             | Zederhaus    | 05,32                |
| Karthäsenbach     | rechts            | Mesner       | 05,10                |
| Znotterbach       | links             | Brettstein   | 08,18                |
| Karbach           | rechts            | Lamm         | 03,43                |
| Feller Bach       | links             | Fell         | 01,52                |
| Lanschützbach     | links             | Lanschütz    | 06,74                |

## Wirtschaft und Infrastruktur

### Naturpark
Im Tal des rechten Quellbachs befindet sich ein Naturpark mit Mühlen, einem Waldlehrpfad und dem Denkmalhof Maurergut, einem typischen Lungauer Einhof.

### Wandern
Durch das Quellgebiet des Zederhausbachs führt der Zentralalpenweg 02.

### Verkehr
Die Tauern Autobahn A10 verläuft durch das Tal des Zederhausbachs. In den Jahren 2013 bis 2017 wurde die Autobahn bei Zederhaus auf eine Länge von 1,5 Kilometern aus Lärmschutzgründen eingehaust.

### Wasserkraftwerk
Im Jahr 1984 wurde das Speicherkraftwerk Zederhaus eröffnet. Das Wasser von zehn Bächen wird im Stausee bei der Schliereralm gespeichert und jährlich werden rund 32.000 MWh Strom erzeugt.